# Sidero
Sidero è, nella mitologia greca, la seconda moglie di Salmoneo e matrigna di Tiro. Era una donna dura e bisbetica, la quale maltrattò molto Tiro. Più tardi, fu uccisa da Pelia, uno dei due figli di quest'ultima e fratello gemello di Neleo, nel santuario dedicato alla dea Era.